# Диллмен, Брук
Брук Ди́ллмен (англ. Brooke Dillman, в девичестве — А́лли (англ. Alley); род. 22 августа 1966, Канзас-Сити, Миссури, США) — американская актриса и продюсер.

## Биография
Диллман родилась в Канзас-Сити, Миссури. Она получила степень в области театрального мастерства в Миссурийском университете в 1988 году, а затем отправилась в Чикаго. Живя в Чикаго, Диллмен играла несколько своих любимых персонажей на местной театральной сцене, в том числе в Factory Theatre и в Organic Theatre. В 1998 году она переехала в Лос-Анджелес и снималась в телевизионных рекламных роликах до того, как получить роль в сериале «Шоу Уэйна Брейди».
Затем последовали другие роли, в том числе повторяющая роль Бекки в телесериале HBO «Клиент всегда мёртв». Диллмен также сыграла роль Карен, босса и врага Эми Данкан, в сериале телеканала Disney «Держись, Чарли!».
Брук замужем за Чарли Диллменом.

## Избранная фильмография
| Год       |    | Русское название       | Оригинальное название | Роль                  |
| --------- | -- | ---------------------- | --------------------- | --------------------- |
| 2000      | с  | Город пришельцев       | Roswell               | обедающая клиентка    |
| 2004      | с  | Клиент всегда мёртв    | Six Feet Under        | Бекки                 |
| 2007      | ф  | SuperПерцы             | Superbad              | миссис Хэйуорт        |
| 2008      | с  | Части тела             | Nip/Tuck              | Джен Туни             |
| 2008      | с  | Офис                   | The Office            | Маргарет              |
| 2011      | с  | Одна жизнь, чтобы жить | One Life to Live      | Бев Олтмен            |
| 2011—2013 | с  | Держись, Чарли!        | Good Luck Charlie     | Карен                 |
| 2011—2015 | с  | В ударе                | Kickin' It            | Феодал Джоан Мэлоун   |
| 2012      | с  | Проект Минди           | The Mindy Project     | Лора                  |
| 2012      | с  | Две девицы на мели     | 2 Broke Girls         | сестра Фрэн           |
| 2013      | с  | Шон спасает мир        | Sean Saves the World  | Филлис                |
| 2013—2017 | с  | Бывает и хуже          | The Middle            | тренер Тинк Баббитт   |
| 2013—2021 | мс | Закусочная Боба        | Bob's Burgers         | разные персонажи      |
| 2014      | ф  | Внеземное Эхо          | Earth to Echo         | официантка на ужине   |
| 2014      | с  | Очень плохая училка    | Bad Teacher           | Барбара               |
| 2015      | ки | —                      | Lego Dimensions       | дополнительные голоса |
| 2016      | с  | Супермаркет            | Superstore            | Кэти                  |